# Різанина в Ловасі

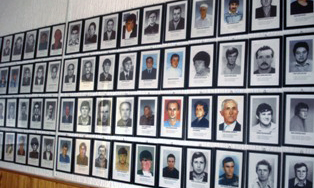
Фотографії вбитих у Ловасі

Різанина в Ловасі (хорв. Pokolj u Lovasu) — воєнний злочин, скоєний бійцями ЮНА та бойовиками сербських воєнізованих формувань над мирними хорватськими громадянами 10—18 жовтня 1991 року в хорватських селах Ловас і Опатоваць у ході Хорватської війни. Внаслідок злочину загинуло за різними джерелами від 70 до 85 мирних жителів.

## Передісторія
Ловас і Опатовац — два села в східній Славонії, розташовані на південний схід від Вуковара. За переписом 1991 року в Ловасі жила 1681 особа (86% хорватів, 8% сербів), в Опатоваці — 550 осіб (43% хорватів, 26% сербів).
Слідом за проголошенням незалежності Хорватії в ряді районів країни спалахнули сутички між хорватськими підрозділами та частинами Югославської Народної Армії за підтримки сербських напіввійськових добровольчих формувань. У вересні 1991 року з території Сербії на хорватську Славонію почався масований наступ, що ознаменувало собою початок битви за Вуковар.

## Окупація і вбивства

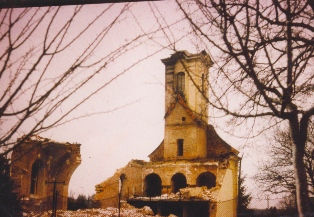
Зруйнована католицька церква в Ловасі

10 жовтня 1991 року частини ЮНА та сербські напіввійськові загони увійшли в Ловас. У той самий день було вбито 22 цивільні особи хорватської національності. Чотирма днями пізніше було зайнято Опатовац, за цим також пішли вбивства беззбройних громадян.
У Ловасі було повністю зруйновано 261 будинок. Частину будинків було зруйновано в ході артилерійського обстрілу перед окупацією, однак частину будинків, де жили хорвати, було підірвано вже після того, як серби захопили села.
За свідченнями тих, що вижили, жителі хорватської національності піддавалися насильству, жорстокому поводженню і катуванням. Всі вони були зобов'язані носити білі стрічки на руках на знак того, що вони хорвати. Сільську бібліотеку було перетворено на в'язницю, де чоловіки і жінки зазнавали тортур і зґвалтувань.
Всі три католицькі церкви (дві в Ловасі і одна в Опатоваці) було розграбовано і частково або повністю зруйновано. На цвинтарі біля церкви було викопано загальну могилу, куди скидали тіла вбитих мешканців (всього в ній було поховано 68 жертв).
18 жовтня близько 50 хорватських жителів Ловаса сербські бойовики примусово вигнали на мінне поле, встановлене сербськими загонами поряд із селом напередодні його захоплення, щоб таким чином «очистити» ту ділянку від мін. Тих, які відмовлялися, розстрілювали. Всього в цей день за даними сербського суду з розслідування воєнних злочинів від мін і куль загинули 22 людини, багатьох було поранено і покалічено.
Вбивства і знущання в Ловасі тривали до грудня, коли було підписано угоду про припинення вогню і сторони погодилися на введення в цей край міжнародних миротворчих сил UNPROFOR.

## Наслідки

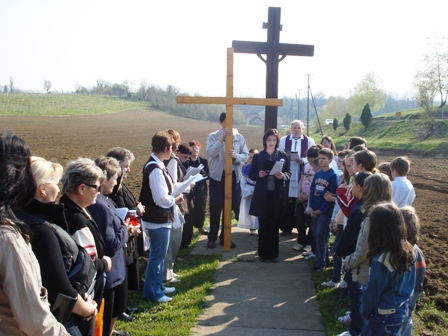
Жалобний захід у Ловасі на спомин про жертв трагедії. 2009 рік

Всього в Ловасі було вбито понад 70 мирних жителів, 11 з них були жінками. 1341 людина з Ловаца і 320 з Опатоваца втекли від сербів і змогли повернутися в рідні місця тільки після війни.Ряд жителів села було відправлено у табори на територію Сербії з метою подальшого обміну на сербських військовополонених. Східна Славонія мирно реінтегрувалася до складу Хорватії після підписання Дейтонських угод в 1995 році. У 1997 році почалося розслідування воєнних злочинів у Ловасі, масове поховання на кладовищі було ексгумовано, жертв перепоховано.
Міжнародний трибунал щодо колишньої Югославії включив воєнні злочини в Ловасі в розгляд справи Слободана Мілошевича, деякі уцілілі жителі села виступали свідками на процесі. У 2003 році хорватський суд висунув звинувачення у вбивствах, катуваннях та інших злочинах проти 18 осіб, які входили до складу сербських сил у Ловасі. Тільки одного з них було заарештовано, інших засуджено заочно. У травні 2007 року декого з цих осіб було схоплено в Сербії. У листопаді 2007 року белградський суд висунув звинувачення проти 14 осіб у зв'язку з різаниною в Ловасі. Серед обвинувачених чотири колишні офіцери ЮНА, 6 бійців сербського добровольчого загону «Душан Великий» і 4 члени місцевого сербського ополчення. Процес розпочався в 2008 році.